# WINDOW (PSY・Sのアルバム)
『WINDOW』（ウィンドウ）は、1993年7月1日に、CDとMDで発売されたPSY・S8枚目のアルバム。

## 解説
シングル「青空がいっぱい」収録。
PSY・Sは本作発売と前後してマルチメディアCD-ROM「THE SEVEN COLORS LEGEND OF PSY・S CITY」（1993年4月発売）や、CGクリエイターとのコラボレーションによる映像作品「MUSIC IN YOUR EYES」（1994年2月発売）などを発売しており、収録楽曲も一部共通している。
Neil Dorfsman(英語版)によるニューヨーク・ミックス。マスタリングは当時メイン州ポートランドにGateway Masteringを設立したばかりのBob Ludwig(英語版)が担当。
松浦雅也はPC music1996年6月号誌上での連載コラムで本作を「コンセプトありきの作り方をやめ、全くの徒然に出来たものをまとめたアルバム」と紹介した。

## アートワーク、パッケージ
帯コピー：「眺めのいい音 気持ちのいい歌」。
正式なサブタイトルではないが「It's music in the air」というキーフレーズが随所に記されている。
CD初回盤は特製ポストカードラベル、ステッカー付、ブラックケース仕様。
ブラックケースにステッカーを貼り付け自分だけのジャケットを作成可能。
通常盤は帯・ケースが通常仕様になる他、CDトレイ下のバックカバーの内側及びCDレーベル面の配色が青地に白文字（初回盤は赤地に青文字）になる。

## 収録曲
| 全作曲・編曲: 松浦雅也。 |                                           |            |            |      |
| #                        | タイトル                                  | 作詞       | 作曲・編曲 | 時間 |
| 1.                       | 「倖せが迷う森」                          | 森雪之丞   | 松浦雅也   | 5:33 |
| 2.                       | 「青空がいっぱい (Album Mix)」            | 森雪之丞   | 松浦雅也   | 4:24 |
| 3.                       | 「D・I・V・E」                            | 安則まみ   | 松浦雅也   | 3:39 |
| 4.                       | 「金色の音符」                            | 森雪之丞   | 松浦雅也   | 3:12 |
| 5.                       | 「♡のパティオで逢いましょう (Album Mix)」 | 森雪之丞   | 松浦雅也   | 3:54 |
| 6.                       | 「Anemometer〜真夏日の風速計」            | 森本抄夜子 | 松浦雅也   | 3:51 |
| 7.                       | 「VISION」                                | 松尾由紀夫 | 松浦雅也   | 4:03 |
| 8.                       | 「約束と偶然」                            | 安則まみ   | 松浦雅也   | 3:56 |
| 9.                       | 「Blue Star」                             | 松尾由紀夫 | 松浦雅也   | 4:39 |
| 10.                      | 「The Seven Colors」                      | 森雪之丞   | 松浦雅也   | 2:55 |
| 合計時間:                | 合計時間:                                 | 合計時間:  | 40:06      |      |